# Sitiarjo
Sitiarjo is een bestuurslaag in het regentschap Malang van de provincie Oost-Java, Indonesië. Sitiarjo telt 7210 inwoners (volkstelling 2010).